# Comanche County, Texas
Comanche County är ett administrativt område i delstaten Texas, USA, som hade 13 974 invånare år 2010. Den administrativa huvudorten (county seat) är Comanche.  

## Geografi
Enligt United States Census Bureau har countyt en total area på 2 455 km². 2 429 km² av den arean är land och 26 km² är vatten. 

### Angränsande countyn
- Erath County - nordost
- Hamilton County - sydost
- Mills County - söder
- Brown County - sydväst
- Eastland County - nordväst

### Städer och orter
- Comanche
- De Leon
- Gustine